# Шарпланинец
Шарпланинецът е порода овчарски кучета. Теглото му обикновено е между 35 и 45 кг. Височината му е около 75 cm, а гръдната му обиколка е 120 cm. Отличава се с добродушен нрав, лоялност към господаря си, дисциплинираност, бързина и адаптивност. Показва голяма привързаност и търпение към децата.

## Произход
В миналото някои учени са смятали, че шарпланинецът произхожда от Азия, но сега най-разпространено е мнението, че родината му е на Балканите, а по-точно – в планинските масиви на Северна Македония – Шар планина, Кораб, Стогово, Бистра и Маврово. Шарпланинецът се е пригодил към суровите условия на македонските планини, в които живее от векове.
През 1939 г. шарпланинецът е записан под номер 41 в списъка на Международната киноложка федерация (FCI), която регистрира всички расови кучета.

## Характерни черти

### Глава
- Главата е пропорционална спрямо размера на тялото и е дълга приблизително 25 cm (или 40 % от височината до гърба). Черепът е малко по-дълъг от муцуната, което е 58 % от цялата дължина на главата (съотношение череп-муцуна 58%:42%). Женските имат леко по-дълга муцуна (съотношение череп-муцуна 57 %:43 %). В профил се забелязва леко изпъкнало чело и плоска муцуна.
- Предната част на главата (черепа) е широка, с изпъкнала централна линия. Погледната отгоре, странично е леко изпъкнала и заоблена. Скулите не са изпъкнали.
- Областта между муцуната и черепа (близо до очите) не е изпъкнала.
- Муцуната е по-къса от черепа, като в основата си е по-широка и постепенно леко се изтънява към върха (носа). Ноздрите са правилни и широки. Профилът на долната челюст започва с дъга, продължаваща в права линия.
- Носът е широк, с черен пигмент.
- Устните са умерено пълни, като горната леко се издава над долната.
- Зъбите са 42 на брой.
- Очите са бадемовидни, нито хлътнали, нито изпъкнали, тъмно- или светлокафяви. Веждите, както и носа, са оцветени с черен пигмент.
- Ушите започват от мислената линия, свързваща върха на носа и вътрешния ъгъл на очите или малко по-надолу. Те са клепнали, с V-образна форма, средно дълги, покрити с къса козина.

### Шия
Профилът на врата е равен или леко изпъкнал в горната част и е малко над линията на гърба. Шията е средно дълга, но поради гъстата козина, която я покрива, изглежда по-къса и по-широка. Свързващите точки между тялото и главата не се виждат. Кожата не е провиснала, а козината е гъста, дълга и рунтава, като на врата образува грива.

### Тяло
- Общо описание: профилът в горната част на тялото е прав или леко издигащ се към хълбоците. Тялото е леко по-дълго от височината до гърба.
- Гръбначният стълб е леко изпъкнал и широк, а връзката му с врата е незабележима.
- Гърбът е равен и широк, не много дълъг. Частта на слабините е къса, широка и мускулеста.
- Хълбоците са средно дълги, наклонени назад, широки и добре покрити с мускулна тъкан.
- Гръден кош. Гърдите са широки и мускулести, имат средна дължина, а долната им част стига до нивото на коленете. Гръдната обиколка е най-малко 20 % по-дълга от височината до гърба.
- Коремът е стегнат и мускулест, в профил леко се издига назад.

### Опашка
Опашката е дълга и достига до глезените. В основата си е доста дебела, като постепенно изтънява към върха. Покрита е с гъста козина, като от долната страна е по-дълга. Когато е вдигната,опашката има форма на дъга. Повечето кучета си завиват опашката на горе като кравай.

### Предни крайници
Височината на долната част на предните крака до коляното е 55% от височината до гърба. Плешките са сравнително дълги и широки, добре свързани към гръдния кош и леко наклонени (спрямо хоризонталната ос са под ъгъл от 65°). Горната част на предните крака е мускулеста и е под по-остър ъгъл от плешките (55° спрямо хоризонталната ос). Ъгълът на коляното (между горната част на крака и пищяла) е около 145°.
Лапите са силни и широки, отгоре леко наклонени, отдолу с изпъкнали, плътно разположени пръсти, а ноктите са здрави, с черен пигмент.

### Задни крайници
Горната част на задния крак е мускулеста, със силно заоблена мускулна структура. Ъгълът на коляното е по-отворен от този при предните крака (приблизително 125°). Коляното е здраво и широко. Долната част на задния крак също е със силна мускулатура.
Скакателната става е широка и отворена под ъгъл от приблизително 130°. Горната част на задната лапа е леко по-наклонена от тази на предната.

### Кожа
Кожата е средно дебела, гъвкава и опъната по тялото, без гънки. Цялата видима кожа и лигавица са оцветени с тъмен или черен пигмент.

### Окосмяване
Главата, ушите и предните части на краката са покрити с гъста и къса козина. Гърбът, тялото и задните части на крайниците са покрити с дълга и малко по-груба, почти права козина. Под пласта дълга козина има пласт с по-къса козина, много по-фина и плътна. Дължината на козината на гърба е 10 – 12 cm.

### Цвят
Шарпланинецът е едноцветен, в различни нюанси от бяло- до тъмносиво, почти черно. Доминантният нюанс е по-интензивен в горната част на главата, врата и гърба. В долната част на тялото цветът постепенно избледнява до по-светли нюанси – обикновено бледосиво или жълтеникаво в долните части на краката.

### Тегло
Мъжките шарпланинци тежат около 35 – 45 кг, а женските 30 – 40 кг.